# Let It Come Down (James Iha)
Let It Come Down è il primo album discografico da solista di James Iha. L'album è uscito nel 1998, mentre Iha era ancora negli Smashing Pumpkins, prima dell'uscita del loro album Adore. I brani di Iha hanno un sound del tutto differente dalla chitarra nervosa, psichedelica ed acida che eravamo abituati a sentirgli suonare nella band di Billy Corgan. Ed era proprio questo l'effetto che voleva dare all'album, registrato nella cantina di casa sua, del quale James stesso dice 
"Be Strong Now" uscì nello stesso anno come singolo, insieme alle tracce bonus "Falling", "My Advice" e "Take Care".
I caratteri e la grafica della copertina dell'album e dei relativi singoli ricordano quella del disco dei Beach Boys Pet Sounds.

## Lista delle tracce
1. "Be Strong Now" – 2:50
2. "Sound of Love" – 3:56
3. "Beauty" – 3:44
4. "See the Sun" – 3:59
5. "Country Girl" – 3:01
6. "Jealousy" – 3:26
7. "Lover, Lover" – 3:21
8. "Silver String" – 3:53
9. "Winter" – 4:25
10. "One and Two" – 3:31
11. "No One's Gonna Hurt You" – 4:12

La traccia "My Advice" (3:15) è presente nella versione giapponese dell'album, dopo "No One's Gonna Hurt You".

## Collaboratori
- James Iha - voce, chitarre acustiche ed elettriche, basso, produttore, arrangiamento
- Matt Walker - batteria e percussioni
- Solomon Snyder - basso
- Neal Casal - chitarra elettrica
- Greg Leisz - chitarra elettrica, basso in "Lover, Lover"
- Adam Schlesinger - pianoforte, basso in "Country Girl"
- John Ginty - organo, pianoforte
- Curt Bisquera - percussioni
- Eric Remschneider - violoncello
- James Sanders - violino
- Stacia Spencer - violino in "Silver String"
- Jim Goodwin - sax in "Jealousy"
- Ralph Rickert - tromba in "Jealousy"
- D'arcy Wretzky - voce armonica in "One and Two"
- Nina Gordon - voce armonica in "Beauty"
- Tonya Lamm e Shawn Barton - voce armonica in "No One's Gonna Hurt You" e Country Girl"
- Jim Scott - producer, engineering, mixing
- Mike Scotella - assistente mixagio
- Scott Humphrey - post produttore
- Podboy - post produttore 2
- Flood - post produttore di "One and Two"
- Eric Remschneider - arrangiamento
- Dave Menet - tecnico chitarre
- Jill Berliner and Eric Greenspan - Legali
- Chris Billheimer - direzione artistica
- Jeremy Goldberg - foto in copertina
- Anette Aurell - foto sul retro
- James Iha, Kevin Wells, Larry Hirshowitz - foto del collage
- Lou Kregel, Patti West  - illustratori